# Acétylation

L'acide salicylique subit une acétylation pour former l'aspirine

L'acétylation  est une réaction qui introduit un groupe fonctionnel acétyle dans un composé organique. C'est un cas particulier d'acylation.
C'est ainsi le processus d'introduction d'un groupe acétyle (–CO-CH3) sur un composé, pour être précis par substitution d'un atome d'hydrogène actif par un groupe acétyle. L'acétylation de l'hydrogène d'un groupe hydroxyle forme donc un groupe  acétoxy : –O–CO–CH3 qui correspond donc à un ester acétate.
L'anhydride acétique est couramment utilisé comme agent d'acétylation de groupes hydroxyles libres, par exemple, il est utilisé dans la synthèse de l'aspirine et de l'héroïne.
Une désacétylation consiste en l'élimination d'un groupe acétyle.

## Biochimie
L’acétylation caractérise une modification post-traductionnelle catalysée par des acétyltransférases (Exemples : la CREB-binding protein (CBP) - [CREB : "cAMP response element binding protein"] et la protéine p300 qui agissent sur les histones.)
qui consiste en l'ajout de groupe fonctionnel acétyle COCH3 dans une molécule.
L'acétylation de résidus de lysine à l'extrémité N-Terminale d'une protéine histone neutralise les charges positives et modifie la taille de la chaine latérale du résidu, ce qui induit un changement de conformation des protéines modifiées et le mode d'interaction avec leurs molécules cibles, en particulier l'ADN qui est chargé négativement. Autrement dit, l'acétylation des lysines réduit l'affinité "histone/ADN".
Ceci favorise l'accès de la région promotrice du gène à l'ARN polymérase et aux facteurs de transcription.
L'acétylation des histones est une modification réversible et favorise la transcription tandis que le clivage (désacétylation), catalysée par des déacétylases, de ces mêmes histones l'inhibe.
En effet, des complexes d'acétylation (exemple : [CBP/p300 - PCAF] dans la figure ci-contre) ou de désacétylation (exemples : Sin3, SMRT/NcoR) sont recrutés par les facteurs de transcription liés à l'ADN ("TF") en réponse à certains signaux ("Regulatory Signaling Pathways").
- l'hyper-acétylation des histones par les histones acétyltransferases (HAT) est associée à l'activation de la transcription.
- la désacétylation par les histones désacétylases ("histone deacetylase" - HDAC) est associée à la répression de la transcription.

L'acétylation des histones favorise la transcription :
- en décompactant la chromatine.
- en diminuant la force d'interaction histones-ADN.
- en créant des sites de fixation pour les complexes d'activation de la transcription (Certains de ces complexes contiennent des protéines à bromo-domaines qui fixent les lysines acétylées).

Au niveau de l'organisme, l'acétylation joue un rôle important dans l'immunité, le rythme circadien et la construction de la mémoire.